# Pretty Boy Floyd
Charles Arthur "Pretty Boy" Floyd (3 de febrer de 1904 – 22 d'octubre de 1934) va ser un lladre de bancs estatunidenc. Va operar en diverses parts de l'Oest Mitjà i de les seues gestes criminals va guanyar la cobertura de la premsa rellevant en la dècada de 1930. La massacre de Kansas City del 17 juny de 1933 va ser l'intent mortal de Floyd, Vernon Miller i Adam Richetti d'alliberar el seu amic, Frank Nash, un pres federal.
Fou abatut per agents del FBI el 1934.
Igual que molts altres criminals de l'època, roman una figura important en la cultura popular nord-americana.